# Trofeo Bonfiglio
Il Trofeo Bonfiglio, chiamato anche Campionati Internazionali d'Italia Juniores, è un torneo di tennis under-18 sia maschile che femminile che si disputa sui campi in terra rossa del "Tennis Club Milano Alberto Bonacossa". 

## Storia
Il torneo nasce da un'idea di Vittorio Battaglia in memoria di Antonio Bonfiglio, prodotto del circolo milanese che, dopo aver dominato la scena juniores nazionale per qualche anno, morì a causa di una polmonite virale il 13 febbraio 1959, diciannovenne.
Ad oggi è il più importante torneo juniores d'Italia e, insieme all'Orange Bowl di Miami, uno dei più importanti al mondo dopo i quattro tornei del Grande Slam.
Tra i giovani che hanno partecipato al torneo e si sono affermati nel professionismo si evidenziano in campo maschile Boris Becker, Jim Courier, Stefan Edberg, Ivan Lendl, Evgenij Kafel'nikov, Goran Ivanišević, Gustavo Kuerten, Mark Philippoussis, Adriano Panatta, Corrado Barazzutti, Andy Roddick, Roger Federer, Novak Đoković e David Nalbandian e in campo femminile Martina Hingis, Gabriela Sabatini, Jennifer Capriati, Anna Kurnikova, Ana Ivanović, Daniela Hantuchová, Elena Dement'eva, Nadia Petrova, Silvia Farina Elia, Francesca Schiavone, Flavia Pennetta, Dinara Safina e Camila Giorgi.

## Albo d'oro

### Singolare
| Anno | Maschile                | Femminile               |
| ---- | ----------------------- | ----------------------- |
| 1959 | Sergio Tacchini         | Non disputato           |
| 1960 | Boro Jovanović          | Non disputato           |
| 1961 | Luciano Borghi          | Non disputato           |
| 1962 | Jean-Claude Barclay     | Non disputato           |
| 1963 | Milan Holeček           | Virginia Wade           |
| 1964 | Nicholas Kalogeropoulus | Vlasta Kodešová         |
| 1965 | Nicholas Kalogeropoulus | Trudy Groenman          |
| 1966 | Robert Maud             | Marie Neumanová         |
| 1967 | Jan Kodeš               | Marie Neumanová         |
| 1968 | Vladimír Zedník         | Winnie Shaw             |
| 1969 | John Alexander          | Birgitta Lindström      |
| 1970 | John Alexander          | Fiorella Bonicelli      |
| 1971 | Adriano Panatta         | Brenda Kirk             |
| 1972 | Corrado Barazzutti      | Fiorella Bonicelli      |
| 1973 | Wojciech Fibak          | Renáta Tomanová         |
| 1974 | José Moreno             | Renáta Tomanová         |
| 1975 | Balázs Taróczy          | Hana Hublerova          |
| 1976 | Tomáš Šmíd              | Chris O'Neil            |
| 1977 | Gianni Ocleppo          | Frédérique Thibault     |
| 1978 | Ivan Lendl              | Viviana González        |
| 1979 | Non disputato           | Non disputato           |
| 1980 | Thierry Tulasne         | Susan Mascarin          |
| 1981 | Slobodan Živojinović    | Anne Minter             |
| 1982 | Guy Forget              | Gretchen Rush           |
| 1983 | Michele Fioroni         | Sabrina Goleš           |
| 1984 | Luke Jensen             | Gabriela Sabatini       |
| 1985 | Antonio Padovani        | Patricia Tarabini       |
| 1986 | Franco Davín            | Bettina Fulco           |
| 1987 | Jim Courier             | Nataša Zvereva          |
| 1988 | Goran Ivanišević        | Cristina Tessi          |
| 1989 | Stefano Pescosolido     | Florencia Labat         |
| 1990 | Ivan Baron              | Silvia Farina Elia      |
| 1991 | Grant Doyle             | Zdeňka Málková          |
| 1992 | Evgenij Kafel'nikov     | Rossana de los Ríos     |
| 1993 | Jimy Szymanski          | Nino Louarsabišvili     |
| 1994 | Federico Browne         | Tat'jana Panova         |
| 1995 | Mariano Zabaleta        | Anna Kurnikova          |
| 1996 | Olivier Mutis           | Vol'ha Barabanščikava   |
| 1997 | Florian Allgäuer        | Katarina Srebotnik      |
| 1998 | Guillermo Coria         | Antonella Serra Zanetti |
| 1999 | Kristian Pless          | Lina Krasnoruckaja      |
| 2000 | Todor Enev              | Ioana Gaspar            |
| 2001 | Alejandro Falla         | Kaia Kanepi             |
| 2002 | Brian Dabul             | Barbora Strýcová        |
| 2003 | Nicolás Almagro         | Michaëlla Krajicek      |
| 2004 | Sebastian Rieschick     | Sesil Karatančeva       |
| 2005 | Petar Jelenić           | Dominika Cibulková      |
| 2006 | Jonathan Eysseric       | Ioana Raluca Olaru      |
| 2007 | Matteo Trevisan         | Anastasija Pivovarova   |
| 2008 | Guido Pella             | Simona Halep            |
| 2009 | Facundo Argüello        | Sloane Stephens         |
| 2010 | Mikhail Biryukov        | Beatrice Capra          |
| 2011 | Filip Horanský          | Irina Chromačëva        |
| 2012 | Gianluigi Quinzi        | Kateřina Siniaková      |
| 2013 | Alexander Zverev        | Belinda Bencic          |
| 2014 | Roman Safiullin         | Catherine Bellis        |
| 2015 | Orlando Luz             | Markéta Vondroušová     |
| 2016 | Stefanos Tsitsipas      | Olesya Pervushina       |
| 2017 | Alexei Popyrin          | Elena Rybakina          |
| 2018 | Adrian Andreev          | Eleonora Molinaro       |
| 2019 | Jonas Forejtek          | Alexa Noel              |
| 2020 | Non disputato           | Non disputato           |
| 2021 | Gonzalo Bueno           | Alex Eala               |
| 2022 | Nishesh Basavareddy     | Céline Naef             |
| 2023 | Rodrigo Pacheco Mendez  | Kaitlin Quevedo         |
| 2024 | Kaylan Bigun            | Emerson Jones           |
| 2025 | Jacopo Vasamì           | Luna Vujovic            |

### Doppio
| Anno | Maschile                                  | Femminile                               |
| ---- | ----------------------------------------- | --------------------------------------- |
| 1990 | Will Bull Brian MacPhie                   | Tatiana Ignatieva Irina Sukhova         |
| 1991 | Grant Doyle Joshua Eagle                  | Ivona Horvat Eva Martincová             |
| 1992 | Massimo Bertolini Mosè Navarra            | Laurence Courtois Nancy Feber           |
| 1993 | Thomas Johansson Magnus Norman            | Cristina Moros Stephanie Nickitas       |
| 1994 | Ben Ellwood Mark Philippoussis            | Michaela Hasanová Martina Nedelková     |
| 1995 | Guillermo Cañas Martín García             | Alice Canepa Giulia Casoni              |
| 1996 | Martin Lee James Trotman                  | Alice Canepa Giulia Casoni              |
| 1997 | Jaco van der Westhuizen Wesley Whitehouse | Tina Hergold Tina Pisnik                |
| 1998 | José de Armas Fernando González           | Non disputato                           |
| 1999 | Guillermo Coria David Nalbandian          | Flavia Pennetta Roberta Vinci           |
| 2000 | Julien Cassaigne Andy Roddick             | Ioana Gaspar Tetjana Perebyjnis         |
| 2001 | Tomáš Berdych Bart de Gier                | Petra Cetkovská Matea Mezak             |
| 2002 | Adam Feeney Chris Guccione                | Anna-Lena Grönefeld Barbora Strýcová    |
| 2003 | Novak Đoković Viktor Troicki              | Jarmila Gajdošová Andrea Hlaváčková     |
| 2004 | Brendan Evans Scott Oudsema               | Viktoryja Azaranka Vol'ha Havarcova     |
| 2005 | Evgeny Kirillov Denys Molčanov            | Ekaterina Makarova Evgenija Rodina      |
| 2006 | Roman Jebavý Hans Podlipnik-Castillo      | Sorana Cîrstea Aleksandra Panova        |
| 2007 | Roy Bruggeling Thomas Schoorel            | Klaudia Boczová Kristína Kučová         |
| 2008 | Henrique Cunha César Ramírez              | Lesley Kerkhove Arantxa Rus             |
| 2009 | Richard Becker Dominik Schulz             | Magda Linette Anna Orlik                |
| 2010 | Duilio Beretta Roberto Quiroz             | Nastja Kolar Chantal Škamlová           |
| 2011 | Liam Broady Oliver Golding                | Irina Chromačëva Danka Kovinić          |
| 2012 | Liam Broady Joshua Ward-Hibbert           | Françoise Abanda Sachia Vickery         |
| 2013 | Johannes Haerteis Hannes Wagner           | Fiona Ferro Margot Yerolymos            |
| 2014 | Kamil Majchrzak Jan Zieliński             | Priscilla Hon Jil Teichmann             |
| 2015 | Michał Dembek Patrik Niklas-Salminen      | Miriam Kolodziejová Markéta Vondroušová |
| 2016 | Benjamin Sigouin Louis Wessels            | Olesya Pervushina Anastasija Potapova   |
| 2017 | Axel Geller Nicolás Mejía                 | Caty McNally Whitney Osuigwe            |
| 2018 | Govind Nanda Tyler Zink                   | Yuki Naito Naho Sato                    |
| 2019 | Tristan Schoolkate Dane Sweeny            | Natsumi Kawaguchi Adrienn Nagy          |
| 2020 | Non disputato                             | Non disputato                           |
| 2021 | Edas Butvilas Vilius Gaubas               | Alex Eala Madison Sieg                  |
| 2022 | Nishesh Basavareddy Aidan Kim             | Lucija Ćirić Bagarić Sofia Costoulas    |
| 2023 | Yaroslav Demin Rodrigo Pacheco Mendez     | Noemi Basiletti Gaia Maduzzi            |
| 2024 | Maxwell Exsted Cooper Woestendick         | Iva Ivanova Alena Kovačková             |